# كنيسة القديس بولس الرسول
كنيسة مقام القديس بولس الرسول هي كنيسة مسيحية تقع في الطبالة خارج السور الأثري لمدينة دمشق وبالقرب من باب كيسان وباب شرقي في دويلعة - محافظة دمشق - سوريا. ينسب بناء الكنيسة على مقام يعتقد أنه مكان اهتداء القديس بولس.

## النص الإنجيلي
أَمَّا شَاوُلُ فَكَانَ يَفُورُ بِالتَّهْدِيدِ وَالْقَتْلِ عَلَى تَلامِيذِ الرَّبِّ. فَذَهَبَ إِلَى رَئِيسِ الْكَهَنَةِ، 2 وَطَلَبَ مِنْهُ رَسَائِلَ إِلَى مَجَامِعِ الْيَهُودِ فِي دِمَشْقَ لِتَسْهِيلِ الْقَبْضِ عَلَى أَتْبَاعِ هَذَا الطَّرِيقِ مِنَ الرِّجَالِ وَالنِّسَاءِ، حَيْثُمَا يَجِدُهُمْ، لِيَسُوقَهُمْ مُقَيَّدِينَ إِلَى أُورُشَلِيمَ. 3 وَفِيمَا هُوَ مُنْطَلِقٌ إِلَى دِمَشْقَ، وَقَدِ اقْتَرَبَ مِنْهَا، لَمَعَ حَوْلَهُ فَجْأَةً نُورٌ مِنَ السَّمَاءِ، 4 فَوَقَعَ إِلَى الأَرْضِ وَسَمِعَ صَوْتاً يَقُولُ لَهُ: «شَاوُلُ! شَاوُلُ! لِمَاذَا تَضْطَهِدُنِي؟» 5 فَسَأَلَ: «مَنْ أَنْتَ يَا سَيِّدُ؟» فَجَاءَهُ الْجَوَابُ: «أَنَا يَسُوعُ الَّذِي أَنْتَ تَضْطَهِدُهُ، صَعْبٌ عَلَيْكَ أَنْ تَرْفُسَ الْمَنَاخِسَ». 6 فَقَالَ وَهُوَ مُرْتَعِدٌ وَمُتَحَيِّرٌ: «يَا رَبُّ مَاذَا تُرِيدُ أَنْ أَفْعَلَ؟» فَقَالَ لَهُ الرَّبُّ: «قُمْ، وَادْخُلِ الْمَدِينَةَ فَيُقَالَ لَكَ مَا يَجِبُ أَنْ تَفْعَلَهُ». 7 وَأَمَّا مُرَافِقُو شَاوُلَ فَوَقَفُوا مَذْهُولِينَ لَا يَنْطِقُونَ، فَقَدْ سَمِعُوا الصَّوْتَ وَلَكِنَّهُمْ لَمْ يَرَوْا أَحَداً. 8 وَعِنْدَمَا نَهَضَ شَاوُلُ عَنِ الأَرْضِ، فَتَحَ عَيْنَيْهِ فَوَجَدَ أَنَّهُ لَا يُبْصِرُ، فَاقْتَادُوهُ بِيَدِهِ وَأَدْخَلُوهُ إِلَى دِمَشْقَ، 9 حَيْثُ بَقِيَ ثَلاثَةَ أَيَّامٍ لَا يُبْصِرُ وَلا يَأْكُلُ وَلا يَشْرَبُ.
أعمال الرسل 9/1-8

### تحديد مكان الرؤيا
اجتهد الكثير من المؤرخين وفي فترات زمنية متعاقبة على تحديد مكان الرؤيا،
وبحسب التقارير التقليدية، فإن بعضاً منها يشير إلى أن الرؤيا قد حدثت في داريا، التي تبعد عن دمشق 14 كم، وأخرى تشير إلى الكسوة، التي تبعد عن دمشق 17 كم، والأكثر يشير إلى كوكبة التي تبعد 18 كم عن دمشق حيث بقايا كنيسة بناها الصليبيون.
إنما وحسب الواقعة التي يشير إليها القديس لوقا قائلاً: «فاقتادوه بيده ودخلوا به إلى المدينة»، إنما تشير قطعاً إلى قصر المسافة بين مكان الرؤيا والمدينة أي دمشق.
وللتوضيح، فإن المسافة المبينة أعلاه إنما تحتاج لقطعها لمسير يوم كامل.
هذا بالإضافة إلى أن المؤلفين الذين أشاروا إلى كوكبة كموقع للرؤيا، يعودون أصلاً إلى الحقبة الصليبية وما تلاها، أما التقارير التي ترجع في تاريخها إلى ما قبل الحقبة الصليبية، فإنها تشير إلى أن المسافة بين المكان الذي حدثت فيه الرؤيا ودمشق، أقرب بكثير من تلك التي تشير إليها التقارير التقليدية، أنطونيو دي بيلاسينزا (570م)، والقديس (ويليفاندو) (القرن الثامن الميلادي) يشيران إلى أنهما قد قاما بزيارة موقع
يبعد مسافة ميلين فقط عن وسط مدينة دمشق، وقد شيد فيه دير وكنيسة تحمل اسم الرسول بولس.
وأنطونيو دي كريمون (القرن الرابع عشر) يقول: أنه قد زار هذا المكان وهو يقع على مسافة ميل واحد من باب توما.
بالنسبة لميسلين مؤلف كتاب (الأماكن المقدسة) (1875م)،
فإنه يشير إلى أنه في المنطقة المشار إليها بالتل – وهي منطقة المقام الحالي في حي الطبالة –
قد شاهد آثاراً لكنيسة قديمة لم يبقَ منها سوى إثني عشر عموداًً مطروحة أرضاً،
إذاً فمن الممكن أن معظم هؤلاء المؤلفين إنما يشيرون إلى موقع واحد وهو الموقع الفعلي لمقام اهتداء القديس بولس،
والكائن في حي الطبالة على بعد 800 متر إلى الجنوب من باب شرقي.
وفي الزاوية الشمالية من حديقة هذا المقام مسطح صخري يبلغ ارتفاعه 80 سم، وعرضه 4 أمتار، وطوله 15 م،
وتحته مباشرة تقع مغارة يمكن الوصول إليها من خلال 11 درجة منحوتة في الصخر.
وهذا الموقع يعرف حالياً بالتل أو الصخرة وبعبارة أبسط، فإنه يعرف بمغارة القديس بولس.
إن هذا المسطح الصخري والمغارة الكامنة من تحته مباشرة موجودان في منطقة زراعية محصنة،
وعلى مدى العصور تم الحفاظ عليها بعناية فائقة.
ومن الممكن أن تكون تلك الهضبة الصغيرة جزءاً من الطريق المعروف بــ (طريق الملوك)
وهي الطريق الرومانية التي تبدأ من دمشق عند الباب الشرقي، إلى درعا لتصل العقبة.
وعلى الأرجح فإنه في هذا الجزء القصير من الطريق تجلت الرؤيا المباركة للقديس بولس والتي أدت إلى اهتدائه. وفي أزمنة لاحقة،
قام المؤمنون بحفر مغارة مباشرة تحت الطريق التي شهدت تجلي الرؤيا للقديس بولس إحياء لذكرى الحادثة وتحقيقاً للعبادة.
وإنه لجدير بالذكر، أن جماعة المؤمنين في دمشق، يؤمون الموقع كل عام لإحياء ذكرى الاهتداء من جهة، واستنكاراً من جهة أخرى،
لتلك الأوقات التي أمضاها القديس في تلك المغارة بعد هروبه من دمشق بواسطة سلة كان قد وضع فيها وتم إنزالها من أسوار مدينة دمشق.
على طول الجدار الشمالي للكنيسة؛ نرى العديد من شواهد القبور يعود بعضها إلى المقبرة القديمة، والبعض الآخر يظهر أشكالاً مختلفة من شعار حراسة الأراضي المقدسة، وتروي البقية قصة الزيارة التاريخية للبابا يوحنا بولس الثاني يوم 7 أيار 2001م.

## تاريخ

### كنيسة المقام 1925

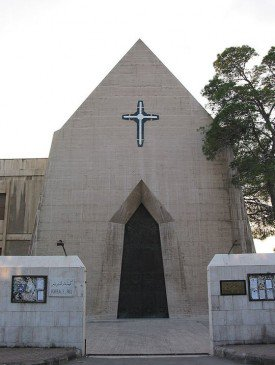
كنيسة القديس بول دمشق

في عام (1925) قام الآباء الفرنسيسكان ببناء كنيسة ملاصقة للمغارة ذاتها. وفي 25 من شهر كانون الثاني من كل عام، يلتئم علمانيو وكهنة أبرشية باب توما في المكان للاحتفال بذكرى اهتداء القديس بإجلال منقطع النظير. إن هذه الكنيسة قد تم هدمها في عام 1967 لبناء الكنيسة الحالية.

### الكنيسة الحالية 1971
عقد البابا بولس السادس وأثناء زيارته للقدس عام 1964 اجتماع تاريخي مع "أثيناغورس" بطريرك القسطنطينية حيث تعانقا معانقة ودية لم يسبق لها مثيل. وقد كانت تلك المرة الأولى التي يجتمع فيها رئيسا الكنيستين الكاثوليكية والأرثوذكسية منذ انفصالهما قبل تسعة قرون ونيف. وفي شهر نيسان من نفس العام، أصدر البابا بولس السادس مرسوماً "بابوياً" بتشييد نصب تذكاري لإحياء ذكرى اللقاء الودي والمتميز بين رئيسي الكنيستين، وأن تحظى بشفاعة ورعاية القديس بولس بالوصول إلى وحدة المسيحيين. ولتحقيق المشروع، قام الرهبان الفرنسيسكان"، بوضع مكان اهتداء القديس بولس تحت تصرف السلطة البابوية. وقد تم تشييد كنيسة على شكل خيمة كرمز لالتقاء كل المسيحيين تحت سقف واحد. وإلى القرب منها شيد بناء لاستقبال الحجاج وعقد اللقاءات والاجتماعات الدينية. افتتح الكاردينال فرنستبرغ الصرح في 23 حزيران 1971 وعهد الكرسي الرسولي إدارته إلى حراسة الأراضي المقدسة.

### كنيسة المزار 2008
نصل إلى المزار عبر درب رصف بأحجار بازلتية على غرار شوارع دمشق العتيقة.
ازدان الدرب بخمس صخرات يدعو أسلوبها إلى التأمل بحدث القديس بولس الرسول.
كما نقشت على جدران الكنيسة قصة الرؤيا بلغات ذاك الزمان الأربعة المقدسة: السريانية، اللاتينية، اليونانية، والعربية.
بمناسبة الألفية الثانية لمولد القديس بولس الرسول 2008 - 2009، تم إعادة بناء المزار ليكون بالإمكان إحياء ذبيحة القداس فيه.
فضم كنيسة صغيرة بسيطة ورمزية، أشبه ما تكون بخيمة رعاة كبيرة.
وقد أقيم مدرج حول المغارة من أجل المشاركة بالصلاة مع الكهنة فتستطيع أن ترى المغارة من أي جهة كنت تجلس فيها.
وفي وسط الساحة نصبت صخرة السطوع لتشكل صلة وصل بين المزار والبازليك.
وقد أشرف على الترميم الأب جوزيف بيشيرلو.

### زيارة البابا يوحنا بولس الثاني
زار البابا يوحنا بولس الثاني الكنيسة في رحلته للحج عند زيارته لسوريا في 7 أيار 2001.

## الطراز المعماري

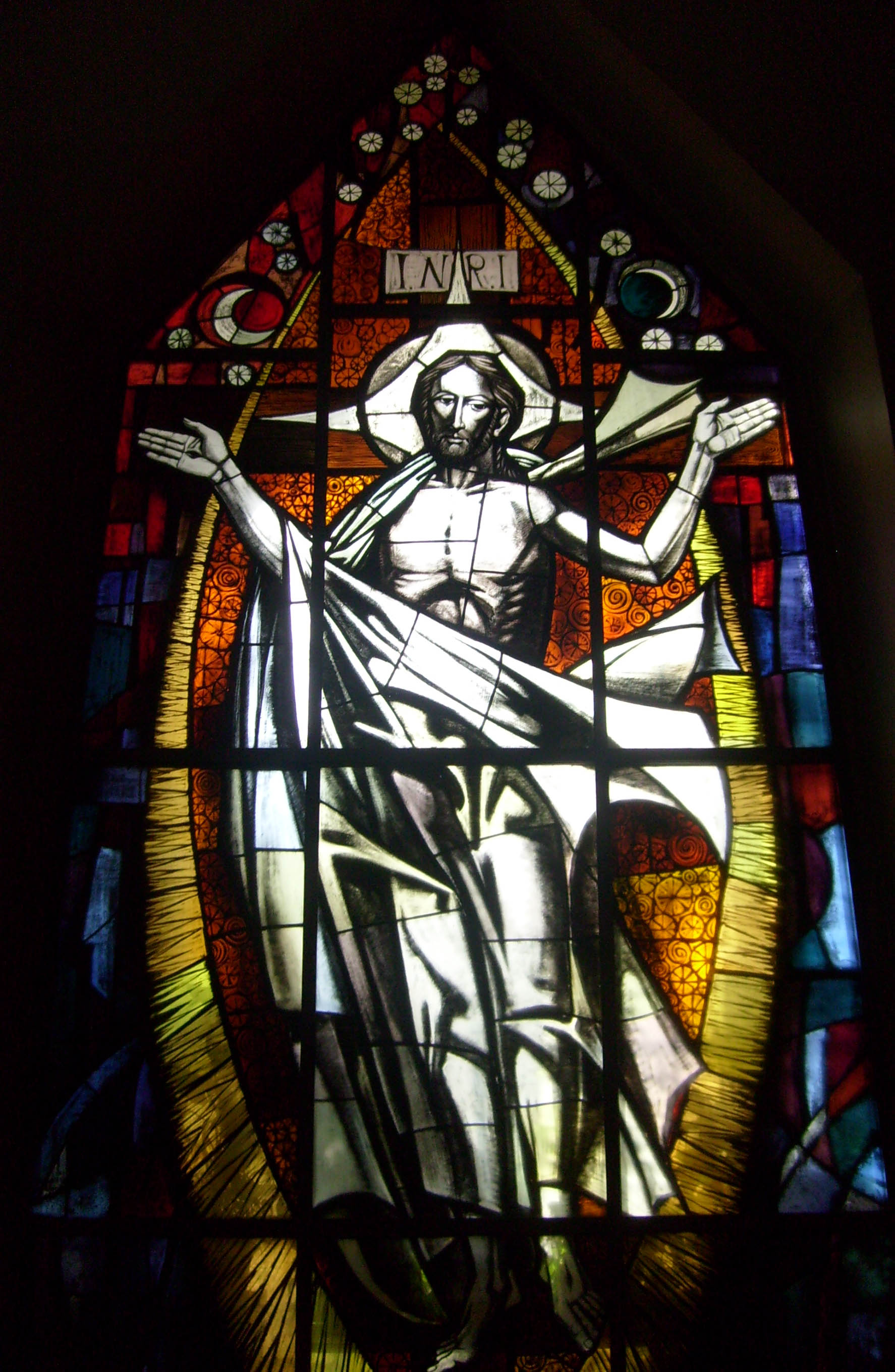
المسيح المنتصر على الموت

قام المهندس فريد عوض ببناء بازلييك مقام اهتداء القديس بولس رسول الأمم وفقاً لمخطط رسمه المعماري إنطونيو فيسي من الفاتيكان متخذاً فعلاً شكل خيمة كبيرة.
وجاءت زخرفته ثمرة عمل حرفيين إيطاليين، نفذوا أعمالاً من البرونز وروسم على الزجاج وفسيفساء وهي من روائع الفن الديني وهي مبنية على المخطط المرفق حسب أرقامها.
لنبدأ الزيارة من البوابة الرئيسية الواقعة إلى الشرق:
- باب من البرونز (من عمل منفريني): في الأعلى نجد السيد وسط بطرس وبولس، في مشهد رمزي للتجلي، «ستكونون لي شهوداً» يحمل بطرس بيديه مفاتيح الكنيسة والجنة، في حين يحمل بولس كتاب الرسائل بيد وبالأخرى السيف ذو الحدين رمز كلماته القاطعة. في الوسط صور من زيارة البابا بولس السادس إلى الأراضي المقدسة وأبرزها عناقه مع أثيناغورس بطريرك القسطنطينية المسكوني، العناق الذي ألهم بناء هذه الكنيسة البازليك في الأسفل رموز الإنجيليين الأربعة.

- هيكل العذراء

- هيكل يوحنا المعمدان: يقع إلى اليسار من المدخل وقد زين بلوحة من الفسيفساء.

- جرن الماء المقدس

- تمثال من البرونز بالحجم الطبيعي بولس

- رسوم على زجاج النوافذ الشمالية

- درب الصليب:

- صليب الطواف والمقرأ

- المذبح يحمله ملاكان (روديلي)

- رسم على الزجاج (لونغاريتي): طاووس، عنب، سنابل القمح

- رسم على الزجاج (لونغاريتي): سفينة، سمكة، مرساة

- بيت القربان (روديلي)

- الرسم الزجاجي الرئيسي (روديلي) المنتصر على الموت: وهي أيقونة في غاية الروعة وتحمل معان عميقة جداً، إذ أنها تمثل السيد حسب رؤية بولس الذي لم يلتق به في حياته. فهي تمثل السيد القائم من بين الأموات، الممجد والسرمدي، والخلفية تظهر الصليب المقدس.

- كرسي الكاهن (روديلي)

### المقام الحالي
يتألف المقام الحالي من:
- الكنيسة البازليك التي بنيت في العام 1971
- كنيسة المقام التي شيدت فوق المغارة في العام 2008
- الدير والذي يحوي على قاعة اجتماعات ومستوصف خيري ونزل للزوار
- روضة أطفال ومركز التربية المسيحية

## روابط خارجية
- موقع كنيسة القديس بولس الرسول
- الآباء الفرنسيكان في سوريا نسخة محفوظة 1 أغسطس 2015 على موقع واي باك مشين.
- موقع وزارة السياحة السورية نسخة محفوظة 16 نوفمبر 2019 على موقع واي باك مشين.
- منتدى الشباب المسيحي -سوريا